# Pangat

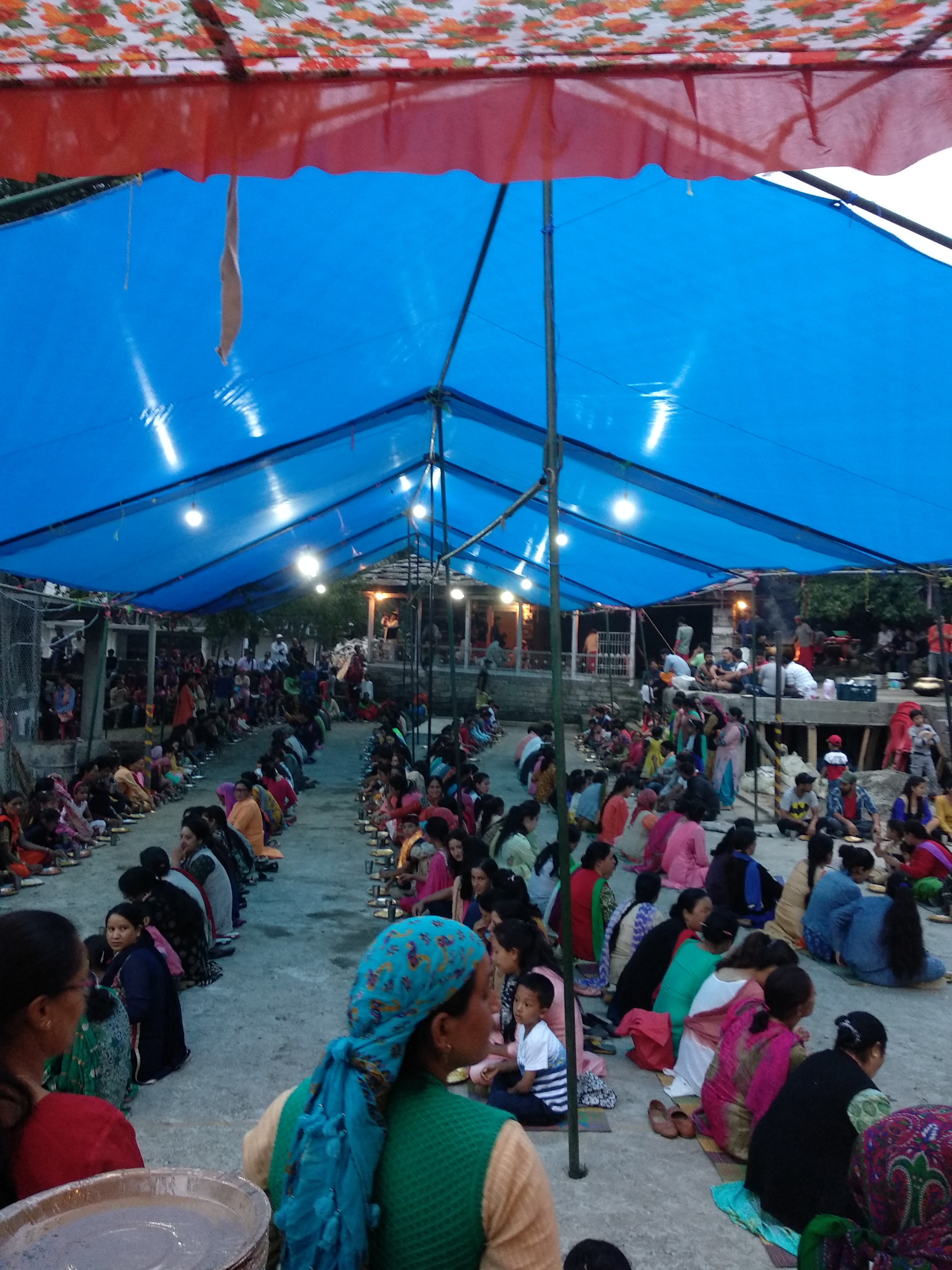
Templo, Himachal Pradesh

Pangat término derivado del sánscrito pankti (devanagari:पङ्क्ति) que en el sijismo se refiere a las filas de algunos eventos o celebraciones. En ellas, voluntarios dan comida a gente sin discriminar por casta o credo. Siguiendo la creencia de que nadie puede dormir sin haber comido o nadie debe morir de hambre.